# Joan de Borgonya
|  | No s'ha de confondre amb Juan de Borgoña, mort a Toledo el 1536, ni amb Joan de Borgonya (1231-1268), comte del Charolais i senyor de Borbó. |

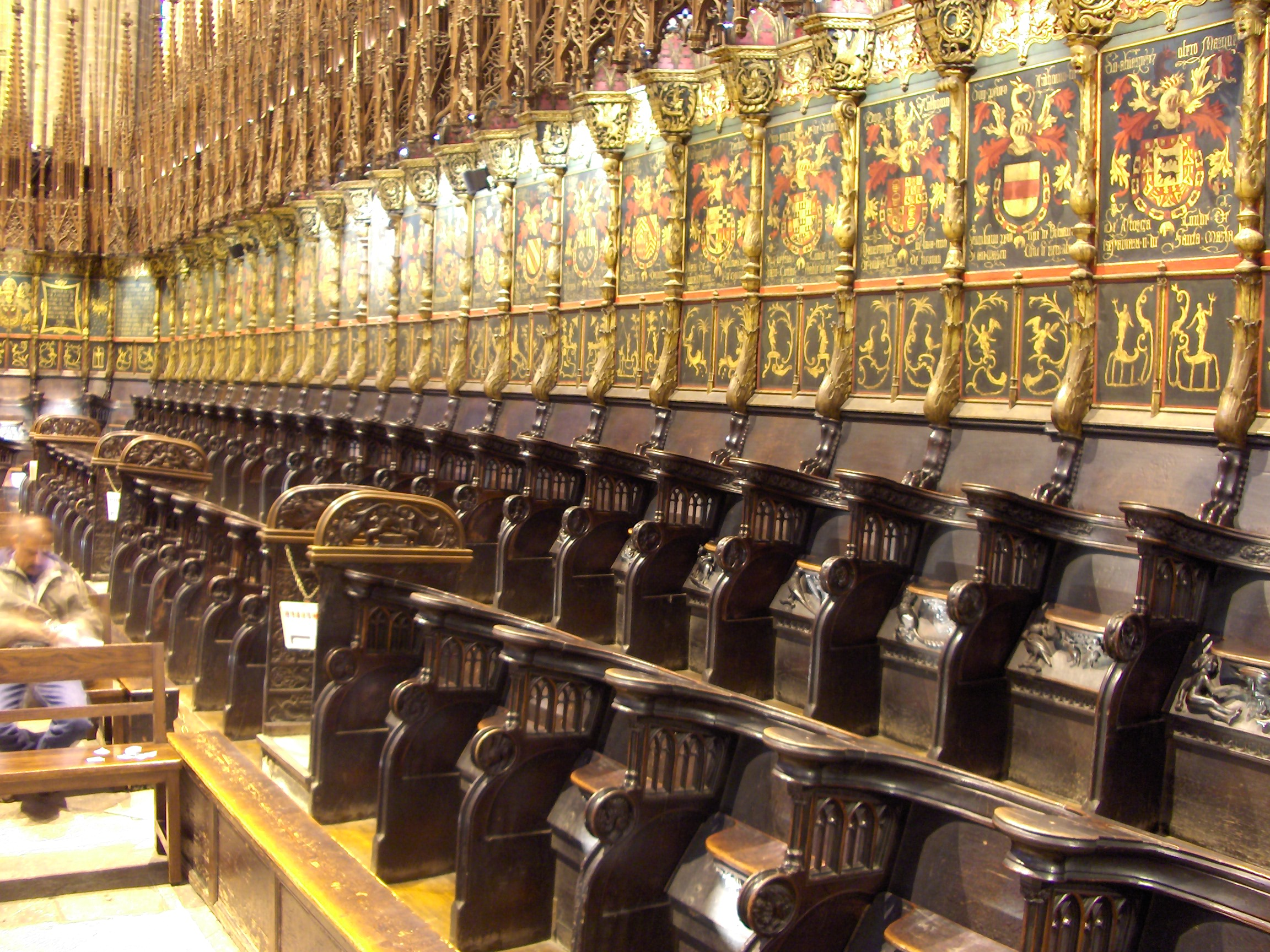
Vista lateral del cor de la catedral de Barcelona amb les pintures de Joan de Borgonya

Joan de Borgonya, Borgunya o Burgunya (Estrasburg, c. 1465 - Barcelona, 1525/1526), també conegut com a Mestre de Sant Feliu, fou un pintor d'origen alsacià que va treballar a València i es va establir a Barcelona el 1510.

## L'obra
A Barcelona feu el retaule de l'església de Santa Maria del Pi (avui desaparegut). El 1519-1521 pintà a Girona el retaule de l'església de Sant Feliu (del qual es conserven sis taules al Museu d'Art de Girona), així com el de Santa Úrsula per a la catedral (traslladat després a les Olives, on fou destruït el 1936).
L'any 1519, per ordre de Carles V, se li encarrega la decoració de pintura heràldica dels cadirats del cor de la catedral de Barcelona, per la celebració del capítol XIX de l'orde del Toisó d'Or.
És autor també de les taules de la Magdalena (Museu Provincial de Tarragona), el Calvari (Museu Provincial de Girona), dues taules de la Vida de Sant Bartomeu (Barcelona, col·lecció particular) i el Retrat de dona (Esztergom, Hongria). Influït per Leonardo i Durer, a Borgunya hom el considera un pintor manierista abans del gran moment del manierisme internacional, per la seva subversió de l'harmonia i la bellesa clàssiques, així com per l'estil expressionista derivat del seu origen germànic.
| Imatge | Any       | Títol                                                                     | Tècnica                                                                      | Localització                                |
| ------ | --------- | ------------------------------------------------------------------------- | ---------------------------------------------------------------------------- | ------------------------------------------- |
|        | 1518 ca.  | Retaule de Santa Maria del Pi                                             |                                                                              | Desaparegut                                 |
|        | 1515-1525 | Mare de Déu amb Nen i Sant Joanet                                         | Oli sobre fusta 181 x 127                                                    | Museu Nacional d'Art de Catalunya Barcelona |
|        | 1519      | Pintures heràldiques del cadirat del cor                                  | Oli sobre fusta                                                              | Catedral de Barcelona Barcelona             |
|        | 1519-1521 | Retaule de Sant Feliu de Girona                                           | Oli sobre fusta Se'n conserven les sis taules següents:                      | Museu d'Art de Girona Girona                |
|        |           | Predicació de Sant Feliu a les dones                                      |                                                                              |                                             |
|        |           | Sant Feliu davant el pretor Justí                                         |                                                                              |                                             |
|        |           | Sant Feliu empresonat                                                     |                                                                              |                                             |
|        |           | Sant Feliu arrossegat per cavalls                                         |                                                                              |                                             |
|        |           | Sant Feliu llençat al mar                                                 |                                                                              |                                             |
|        |           | Crucifixió de Sant Feliu                                                  |                                                                              |                                             |
|        | 1519-1521 | Retaule de Santa Úrsula i les Onze Mil Verges per a la Catedral de Girona | Oli sobre fusta Destruït en 1936 a les Olives, només se'n conserva una taula | Museu d'Art de Girona Girona                |
|        |           | Retrat de dona                                                            | Oli sobre fusta 41 x 30 cm                                                   | Keresztény Múzeum Esztergom                 |
|        |           | La Magdalena                                                              | Oli sobre fusta                                                              | Museu d'Història de Tarragona Tarragona     |
|        |           | Calvari                                                                   | Oli sobre fusta                                                              | Museu d'Art de Girona Girona                |
|        |           | Vida de Sant Bartomeu                                                     | Oli sobre fusta Dues taules d'un retaule                                     | Col·lecció particular Barcelona             |